# Sterculia gilva
Sterculia gilva är en malvaväxtart som beskrevs av Friedrich Anton Wilhelm Miquel. Sterculia gilva ingår i släktet Sterculia och familjen malvaväxter. Inga underarter finns listade i Catalogue of Life.